# Alex Gilbert
Alex Gilbert (numele complet Sasha Alexander Gilbert, n. 1 aprilie 1992, Arhanghelsk, Rusia) este un avocat de adopție din Noua Zeelandă. Este cunoscut ca fondatorul proiectului de adopție (Engleză: I'm Adopted) "Sunt Adoptat"  pe care la înființat în 2015.
În 2013, Gilbert a început să-și caute părinții săi de naștere în Rusia, cu care nu avea nici o legătură. A reușit să-și găsească mama lui și apoi tatăl său de naștere, care nu știa despre existența sa până când nu l-a contactat în 2013. Povestea căutării sale și în cele din urmă a întâlnirii, părinții lui de naștere din Rusia au difuzat prima dată pe Noua Zeelandă TV în 2014.
În 2015, Gilbert a creat proiectul de adopție "I'm Adopted", care a ajutat pe alții adoptați în întreaga lume să împărtășească poveștile lor și să-și găsească părinții lor de naștere. Proiectul oferă persoanelor adoptate care caută părinții sau familia lor naștere dreptul de a căuta conexiunile pierdute.

## Biografie
Alex Gilbert sa născut la 1 aprilie 1992, la Gusovskoi Alexander Viktorovici, la Arhangelsk, Rusia, la Tatiana Gusovskaia și Mihail Kovkov. Gilbert a fost plasat într-un orfelinat rus din Arhangelsk de către mama lui Tatiana după ce sa născut. Mama lui de naștere fusese, de asemenea, plasată într-un orfelinat când era copil.
În iulie 2015, Gilbert a stabilit proiectul "I'm Adopted", pentru alți oameni adoptați să împărtășească povestirile lor. Proiectul este o platformă care îi ajută pe adopții din întreaga lume să-și împărtășească experiențele personale cu adopția prin social media. Proiectul lucrează, de asemenea, pentru a aduce împreună adopții pentru a se întâlni prin întâlniri și evenimente.

## Lucrări publicate
- My Russian Side (2014)
- I'm Adopted (2018)

## Legături externe
- Alex Gilberts Official website
- Alex Gilbert la Internet Movie Database